# Leva Fifita
Pour les articles homonymes, voir Fifita.
Pas d'image ? Cliquez ici

a Compétitions nationales et continentales officielles uniquement.

b Matchs officiels uniquement.
Dernière mise à jour le 24 juin 2024.
Leva Fifita, né le 14 juin 1989 à Vava'u (Tonga), est un joueur international tongien de rugby à XV évoluant au poste de deuxième ligne. Il mesure 1,95 m pour 120 kg.

## Biographie
Leva Fifita est le frère aîné du deuxième ou troisième ligne international néo zélandais Vaea Fifita.

## Carrière

### En club
Leva Fifita suit ses études au Japon à l'université Osaka Sangyo, et joue au rugby à XV avec l'équipe de l'établissement.
Il commence finalement sa carrière professionnelle tardivement en Nouvelle-Zélande en 2016, à l'âge de 27 ans, avec la province de Waikato en National Provincial Championship (NPC), après avoir été repéré alors qu'il jouait avec le club amateur des Hamilton Old Boys.
En février 2017, il retenu avec le groupe de développement (espoirs) de la franchise Chiefs. Il ne dispute cependant aucun des trois matchs amicaux prévus pour cette équipe.
En décembre 2017, il rejoint le FC Grenoble en Pro D2 en tant que joker médical de Mickaël Capelli. En mars 2018, après plusieurs bonnes performances, il prolonge son contrat avec l'équipe iséroise pour une saison supplémentaire, portant son engagement jusqu'en 2019. Devenu un cadre du club isérois, il prolonge à nouveau son contrat en 2018 pour trois saisons supplémentaires. 
En 2021, il décide d'activer sa clause de départ un an avant le terme de son contrat avec Grenoble pour rejoindre la province irlandaise du Connacht Rugby, évoluant en United Rugby Championship,. En avril 2023, après deux saisons en Irlande, il est annoncé dans les joueurs quittant la province au terme de la saison 2022-2023.
Le 14 août 2023, le club d'Oyonnax Rugby annonce son arrivée en tant que Joker médical d'Ewan Johnson. En janvier suivant, il fait son départ du club à la fin de son contrat. 
Après un mois sans club, il s'engage en février 2024 avec le RC Narbonne en Nationale pour un contrat d'une saison et demie.

### En équipe nationale
Leva Fifita joue avec l'équipe des Tonga des moins de 20 ans lors du Championnat du monde junior 2009.
Il est sélectionné pour la première fois avec l'équipe des Tonga en juin 2017. Il obtient sa première cape internationale le 16 juin 2017 à l’occasion d’un match contre l'équipe du pays de Galles à Auckland.
En 2019, il est retenu dans le groupe tongien pour disputer la Coupe du monde au Japon. Il dispute quatre matchs dans cette compétition, contre l'Angleterre, l'Argentine, la France et les États-Unis.
Il dispute son deuxième Mondial en 2023. Il joue à nouveau les quatre matchs de son équipe lors du tournoi

## Palmarès

### En club
- Finaliste de Pro D2 en 2018 avec le FC Grenoble.
- Vainqueur du Barrage d'accession au Top 14 en 2018 avec le FC Grenoble.
- Finaliste du Barrage d'accession au Top 14 en 2019 avec le FC Grenoble.
- Finaliste de Nationale en 2024 avec le RC Narbonne.

### En équipe nationale
- 33 sélections avec les Tonga depuis 2017.
- 3 essais (15 points).